# La película de nuestra vida
La película de nuestra vida és una pel·lícula catalana de 2016 dirigida per Enrique Baró i interpretada per Teodoro Baró, Francesc Garrido i Nao Albet.